# 沙尔布
沙尔布（？—1659年），察哈尔部人，博尔济吉特氏，清朝初年蒙古族将领。
崇德二年（1637年），沙尔布率百余丁投清，授牛录额真，隶属于蒙古镶白旗。旋擢升为一等侍卫。至顺治九年（1652年），三次升任为本旗固山额真，给予世职云骑尉。次年，与宁南大将军陈泰守湖南。顺治十二年（1655年），设伏，在岳州、武昌击败明将刘文秀等。再败南明舟师。顺治十六年（1659年），在磨盘山之战被李定国伏击，战死，谥襄壮。